# Milda Mitkute
Milda Mitkute (Vilna, diciembre de 1985) es una empresaria lituana, cofundadora junto a Justas Janauskas de Vinted, una plataforma internacional de compraventa de ropa y artículos de segunda mano.
Vinted es considerada la primera startup unicornio de Lituania.

## Fundación de Vinted
En 2008, Mitkute, entonces estudiante de la Universidad de Vilna, decidió vender parte de su ropa sin usar durante una mudanza. Durante una fiesta conoció a Justas Janauskas, un ingeniero informático que le propuso crear un sitio web para realizar la venta. En diez días, Justas desarrolló la primera versión de la plataforma y Milda empezó a subir sus prendas. Inicialmente orientada al mercado lituano bajo el dominio manodrabuziai.lt, en 2009 Vinted marcó el inicio de su internacionalización al expandirse a Alemania y la República Checa.

## Vida personal
En 2016, diez años después de fundar Vinted y coincidiendo con el nacimiento de su primer hijo, Mitkutė optó por dejar sus funciones ejecutivas para centrarse en su familia. Está casada y es madre de cuatro hijos. Durante su periodo de retirada, completó estudios de posgrado y comenzó a invertir y aserorar empresas emergentes, al mismo tiempo que seguía siendo accionista de Vinted y usuaria activa de la plataforma junto a sus hijos. También ha impulsado un proyecto en el sector de tecnología educativa para desarrollar herramientas de aprendizaje de matemáticas en la infancia.

## Premios y reconocimientos
Entre sus reconocimientos figura su nominación al Global Lithuanian Award en 2020, en la categoría de emprendimiento, por su visibilidad internacional como fundadora de una empresa tecnológica de rápido crecimiento. Ese mismo año, fue incluida por Business Insider en la lista de las diez mujeres fundadoras mejor financiadas del mundo, elaborada a partir de datos de la plataforma Crunchbase.